# HMS Britannia (1762)
El HMS Britannia fue un navío de línea británico de 100 cañones nominales y tres puentes, construido bajo los auspicios del 1745 Establishment en los astilleros de Portsmouth a partir de 1751. Fue comisionado para la Royal Navy en septiembre de 1778, participando en la Guerra de Independencia de los Estados Unidos. También intervino en las batallas de Cabo San Vicente (1797) y Trafalgar (1805). De acuerdo con los estándares británicos, el buque quedaba categorizado como navío de primera clase. Fue apodado Old Ironsides.

## Construcción
Fue ordenado el 25 de abril de 1751 desde el Astillero de Portsmouth con el calado especificado en el Establecimiento de 1745. Fue construido por Thomas Bucknall. Su quilla se colocó el 1 de julio de 1751 y fue botado el 19 de octubre de 1762. El coste de construcción y equipamiento ascendió a 45 844 libras esterlinas, 2 chelines y 8 peniques, equivalentes a 9 098 599 de £ en 2023. Su armamento principal en la cubierta de cañones, compuesto por veintiocho cañones de 42 libras, fue posteriormente rebajado a cañones de 32 lb. En la década de 1790, diez de sus cañones del alcázar y dos de su castillo de proa fueron sustituidos por el mismo número de carronadas de 32 lb, elevando su calibre.

## Servicio en laRoyal Navy
El buque fue el segundo navío de línea botado como Britannia y fue el primer navío de tres puentes botado durante el reinado de Jorge III. Nada más ser botado, el HMS Britannia obtuvo sus primeras misiones, desplazándose hasta las colonias americanas para luchar contra los sublevados, así como tiempo más tarde en las costas españolas para prestar batalla en San Vicente o en Trafalgar.
En la batalla de Trafalgar, sucedida el 21 de octubre de 1805, fue el barco insignia del contraalmirante William Carnegie, y estuvo bajo el mando del capitán Charles Bullen, situándose en la quinta posición de barlovento británica, atacando a los navíos Santísima Trinidad y Bucentaure. Apenas recibió daños en su casco y sólo contó 10 muertos y 42 heridos. Tuvo que prestar auxilio a otros barcos británicos después de la tormenta que se cernió sobre la flota tras la batalla.
En 1806 fue destinado a la reserva en la bahía del estuario Hamoaze, en Inglaterra, etapa en la que fue renombrado como HMS Princess Royal el 6 de enero de 1810. Dos años más tarde, el 18 de enero de 1812, fue rebautizado como HMS St. George. Por último, el 2 de junio de 1819, quedó definitivamente como HMS Barfleur. En febrero de 1825 fue conducido a Plymouth, donde fue desguazado.